# Alyssum simplex
Alyssum simplex (бурачок дрібноцвітий, бурачок дрібноквітковий як Alyssum parviflorum) — вид рослин з родини капустяних (Brassicaceae), поширений у Північній Африці, у Європі крім півночі й центру, в Азії на схід до Сіньцзяну (Китай).

## Опис
Однорічна рослина 10–35 см заввишки. Вся рослина шорсткувата від короткого зірчастого запушення, гіллясте від основи. Листки стеблові оберненояйцеподібні, з б.-м. чіткими черешками. Стручечки вкриті тільки зірчастими волосками. Пелюстки приблизно 3 мм завдовжки. Зав'язі після відцвітання жовтуваті. Чашолистки довгасті, 1.7–2.3 × 0.8–1.1 мм. Пелюстки блідо-жовті. Насіння найчастіше 2 на локулу, яйцеподібні, 1.6–2 × 1.2–1.5 мм, злегка стиснене. 2n = 16.

## Поширення
Поширений у Північній Африці, у Європі крім півночі й центру, в Азії на схід до Сіньцзяну (Китай); натуралізований у Швейцарії та США.
В Україні вид зростає на кам'янистих і сухих схилах — у Криму (вказівки щодо поширення на півдні Степу вимагають перевірки.